# Cytinus glandulosus
Cytinus glandulosus är en tvåhjärtbladig växtart som beskrevs av Jumelle. Cytinus glandulosus ingår i släktet Cytinus och familjen Cytinaceae. Inga underarter finns listade i Catalogue of Life.